# Moneta (Virginie)
Moneta est une census-designated place située dans le comté de Bedford, dans l’État de Virginie, aux États-Unis. Lors du recensement de 2020, elle comptait 450 habitants.